# Zeitschrift für romanische Philologie
Die Zeitschrift für romanische Philologie (abgekürzt ZrP) wurde 1877 von Gustav Gröber gegründet. 
Thematische Schwerpunkte sind im literaturwissenschaftlichen Bereich die romanische Literatur bis zur Renaissance sowie im linguistischen Bereich die gesamte romanische und, in vertretbarem Rahmen, die darauf bezogene allgemeine Sprachwissenschaft. Publikationssprachen sind die romanischen Sprachen und Deutsch.
Sie erscheint viermal jährlich im Max Niemeyer Verlag. Herausgeber sind Eva Buchi, Claudia Polzin-Haumann, Elton Prifti und Wolfgang Schweickard. Der Abonnementspreis beträgt 198 Euro jährlich. Seit 1905 erscheinen auch separate Beihefte.